# Эппенс Эльгера, Франсиско
Франси́ско Э́ппенс Эльге́ра (исп. Francisco Eppens Helguera; 1 февраля 1913, Сан-Луис-Потоси — 6 сентября 1990, Мехико) — мексиканский художник, известный своими картинами, фресками и скульптурами. Его работы также представлены на почтовых марках.

## Биография
Будущий художник родился в мексиканском городе Сан-Луис-Потоси в 1913 году. В 1920 году переехал в Мехико. Здесь с 1926 года он песещал Национальный политехнический институт (исп. Instituto Politécnico Nacional). Затем он год изучал архитектуру в Национальной Подготовительной школе (Escuela Nacional Preparatoria). С 1928 по 1929 год Франсиско посещал Национальную школу искусств, где обучался живописи и графике у Энрике Угарте и скульптуре у Игнасио Асунсоло. С 1930 года он работал в киноиндустрии художником-декоратором и оформителем афиш. С 1935 года Ф. Эльгера проектировал для Министерства финансов и общественного кредита почтовые и гербовые марки. Ф. Эльгера был членом Лиги революционных писателей и художников Мексики.
Умер художник 6 сентября 1990 года в Мехико.

### Семья
С 1947 года Эппенс состоял в браке с Марией Ласкураин Сеговия. В этом браке родилось трое детей: Габриела, Алехандро и Родриго Эппенс Ласкураин.

## Творческая деятельность

Герб Мексики работы Эппенса Эльгеры (1968)

В 1929 году Эппенс получил национальную премию за создание плакатов. В 1986 году он получил третью премию на «Международном конкурсе политического плаката».
С 1950 года Франсиско Эльгера работал в жанре монументальной живописи. Он расписывал детскую поликлинику в Мехико, центральный офис Институционной революционной партии и Театр Морелос в Агуаскальентесе. Позднее он расписывал университетский городок Национального автономного университета Мексики (Universidad Nacional Autónoma de México). Там же он создал настенную мозаику на здании медицинского факультета. Рисунок мозаики составила доиспанская символика на тему жизни и смерти. В центре помещена маска с тройным лицом, символизирующая наследие предков современной Мексики. Правый профиль маски символизирует отца-испанца, левый — мать-индианку, лицо в центре представляет сына метиса-мексиканца.
Среди написанных им полотен — «Las Hermanas» («Сёстры») и «Contrafuertes Coloniales» («Колониальные аркбутаны»). Эппенс также разработал дизайн герба Мексики 1968 года, который до сих пор используется на государственных документах, монетах и на национальном флаге.

### Создание почтовых марок
Эппенс Эльгера является автором рисунков многих почтовых марок Мексики с конца 1930-х до начала 1950-х годов. В конце 1930-х годов некоторые из его марок Ежемесячный филателистический журнал Скотта (англ. Scott’s Monthly Journal) причислял к лучшим в мире.
Созданные им в 1940-е годы марки имеют ярко выраженные характерные черты стиля ар-деко. К их числу относятся такие марки, как «Кормчий» 1940 года, приуроченная к инаугурации президента Мексики Мануэля Авилы Камачо, или «Сеятельница пшеницы» 1942 года, выпущенная в связи с международной сельскохозяйственной конференцией.
Одним из наиболее известных более поздних произведений Эппенса является «Танец полумесяца», представленный на авиапочтовой марке Мексики 1950 года.
В 1944 году Эппенс был приглашён в Клуб коллекционеров Нью-Йорка, а в 1970 году — на Американский филателистический конгресс (American Philatelic Congress).
| Почтовые марки Мексики, созданные Ф. Эппенсом Эльгерой | Почтовые марки Мексики, созданные Ф. Эппенсом Эльгерой | Почтовые марки Мексики, созданные Ф. Эппенсом Эльгерой | Почтовые марки Мексики, созданные Ф. Эппенсом Эльгерой |
| ------------------------------------------------------ | ------------------------------------------------------ | ------------------------------------------------------ | ------------------------------------------------------ |
|                                                        |                                                        |                                                        |                                                        |

## Память
В родном городе художника Сан-Луис-Потоси один из колледжей носит его имя.